# Пухальский, Эдвард
Эдвард Пухальский (16 сентября 1874 — 8 ноября 1942, Варшава) — российский и польский актёр, кинорежиссёр, сценарист и предприниматель.

## Биография
Эдвард Пухальский родился в 1874 году в Варшаве. С 1898 года занимался театральной режиссурой. Дебют в кинорежиссуре предположительно состоялся в 1911 году, когда он на предприятии «Сокол» поставил фильм «В атмосфере греха» (по другим сведениям, фильм «В атмосфере греха» вышел в 1914 году, и ставил его К. Каминский). В 1912 году Пухальский снимал фильм «Потоп» по мотивам трилогии Сенкевича, но фильм остался незавершённым, его негатив Пухальский продал Ханжонкову. Возможно, это фильм «Защита Ченстохова» 1913 года. В 1914 года Пухальский предположительно поставил фильмы «Ах, эти брюки», который Вишневский также приписывает Каминскому., и «Славянская заря».
В конце 1914 года перешёл на студию Ханжонкова, где снялся в фильме «Руслан и Людмила». Был консультантом Петра Чардынина на фильмах «Потоп» (1915) и «Мазепа» (1914).
В 1914 году основал производственную фирму «Люцифер» и работал на ней до 1917 года, ставил преимущественно фарсы и военно-патриотические картины. Помимо этого, в 1915 году экранизировал повесть И. Тургенева «Клара Милич» (вероятно, в качестве конкуренции с фильмом Е. Бауэра «После смерти», основанного на том же рассказе; фильм Пухальского вызвал резкую критику), а также поставил драмы «Как дошла ты до жизни такой» и «Не вынесла позора». В 1916-7 гг. снял ряд короткометражных комических фильмов о приключениях Антоши.
В 1918-9 гг. работал в «Одессе» на предприятии «Мирограф», снимая драмы и агитфильмы. В 1921 году вернулся в Польшу, где работал до 1934 года.
Из 50 фильмов Пухальского, поставленных в России, сохранилось только 2: «Не вынесла позора» (1915) и «Антошу корсет погубил» (1916).

## Фильмография

### Режиссёрские работы
1. 1911 — В атмосфере греха (режиссёр под вопросом) (не сохранился)
2. 1912 — Потоп (фильм не завершён) (не сохранился)
3. 1913 — Защита Ченстоховы (не сохранился)
4. 1914 — Ах, эти брюки (режиссёр под вопросом) (не сохранился)
5. 1914 — Король-герой (не сохранился)
6. 1914 — Славянская заря (не сохранился)
7. 1915 — Антихрист (не сохранился)
8. 1915 — Благодарю... не ожидал (не сохранился)
9. 1915 — Гибель американского миллиардера на «Лузитании» (не сохранился)
10. 1915 — Иуда — коронованный предатель Болгарии (не сохранился)
11. 1915 — Как дошла ты до жизни такой (не сохранился)
12. 1915 — Карьера уличной певички (не сохранился)
13. 1915 — Клара Милич (не сохранился)
14. 1915 — Лошадиная фамилия (не сохранился)
15. 1915 — Месть (не сохранился)
16. 1915 — Не вынесла позора
17. 1915 — Нервы (не сохранился)
18. 1915 — Ошибка Антоши (не сохранился)
19. 1915 — Потоп (фильм не завершён?) (не сохранился)
20. 1916 — Антоша без шляпы (не сохранился)
21. 1916 — Антоша борется с роскошью (не сохранился)
22. 1916 — Антоша в щекотливом положении (не сохранился)
23. 1916 — Антоша - вор (не сохранился)
24. 1916 — Антоша женится (не сохранился)
25. 1916 — Антоша и чёрная рука (не сохранился)
26. 1916 — Антоша - кум пожарный (не сохранился)
27. 1916 — Антоша не умеет обращаться с порядочными женщинами (не сохранился)
28. 1916 — Антоша - сват (не сохранился)
29. 1916 — Антоша - счастливый наследник (не сохранился)
30. 1916 — Антоша - убийца (не сохранился)
31. 1916 — Антоша - укротитель тёщи (не сохранился)
32. 1916 — Антоша хочет похудеть (не сохранился)
33. 1916 — Антоша четырнадцатый (не сохранился)
34. 1916 — Антошу корсет погубил
35. 1916 — Любовный эликсир Антоши (не сохранился)
36. 1916 — Охота на Антошу с собаками (не сохранился)
37. 1916 — С дымом пожаров (не сохранился)
38. 1917 — Антоша в балете (не сохранился)
39. 1917 — Антоша - двоеженец (не сохранился)
40. 1917 — Антоша лысеет (не сохранился)
41. 1917 — Антоша между двух огней (не сохранился)
42. 1917 — Антоша - Шерлок Холмс (не сохранился)
43. 1917 — Собачье наследство (не сохранился)
44. 1918 — Девушка моря (не сохранился)
45. 1919 — Деньги (не сохранился)
46. 1919 — И тайну поглотило море (не сохранился)
47. 1919 — К старому богу (не сохранился)
48. 1919 — Око за око (не сохранился)
49. 1919 — Паразит (не сохранился)
50. 1919 — Сын (не сохранился)
51. 1919 — Четыре месяца у Деникина (не сохранился)
52. 1923 — Бартек-Победитель (не сохранился)
53. 1926 — О чём не думают (не сохранился)
54. 1932 — Шахта Л23